# Лао Ай
Лао Ай (страчений 238 року до н. е.) — давньокитайський політичний діяч. Згідно з Сима Цянем, він звернув на себе увагу першого міністра Цінь Люй Бувея своїми сексуальними здібностями: у Лао Ая був величезний член, на якому він міг крутити «колесо повозки зроблене з тунгового дерева». Люй Бувей підіслав Лао Ая до пані Чжао, матері вана Ін Чжена (згодом імператора Цінь Шихуанді). Та зробила Лао Ая своїм коханцем і оселила у палаці, видавши за євнуха. Згодом вона таємно народила двох синів. 238 року до н. е. Ін Чжен дізнався про все це, а також про плани лже-євнуха зробити одного із синів новим ваном. Лао Ай підняв заколот, використовуючи у своїх інтересах печатку коханки, але незабаром зазнав поразки. Його взяли в полон і стратили разом із синами та всіма родичами до третього коліна.
Лао Ай став одним із персонажів художнього фільму "Імператор та вбивця ", де його грає Ван Чживень.